# Piper calophyllum
Piper calophyllum är en pepparväxtart som beskrevs av C. Dc.. Piper calophyllum ingår i släktet Piper och familjen pepparväxter. Inga underarter finns listade i Catalogue of Life.